# Keith Mwila
Keith Mwila (* November 1966; † 9. Januar 1993 in Lusaka) war ein sambischer Boxer und Bronzemedaillengewinner der Olympischen Spiele 1984 im Halbfliegengewicht. Er war der erste olympische Medaillengewinner in der Sportgeschichte von Sambia.

## Karriere
Keith Mwila gewann 1983 die Afrikanischen Meisterschaften in Uganda und startete 1984 bei den Olympischen Spielen in Los Angeles, USA. Durch Siege gegen Chung Pao Ming und Mamoru Kuroiwa erreichte er die Medaillenränge, verlor aber beim Kampf um den Finaleinzug gegen Salvatore Todisco. Seine dabei erkämpfte Bronzemedaille blieb die einzige olympische Medaille Sambias bis 1996, als Samuel Matete die Silbermedaille im 400-Meter-Hürdenlauf gewann.
1991 bestritt Keith Mwila in Tansania seinen einzigen Profikampf, den er nach Punkten gegen Fike Wilson verlor.